# Laccosperma acutiflorum
Laccosperma acutiflorum är en enhjärtbladig växtart som först beskrevs av Odoardo Beccari, och fick sitt nu gällande namn av John Dransfield. Laccosperma acutiflorum ingår i släktet Laccosperma och familjen Arecaceae. Inga underarter finns listade i Catalogue of Life.